# Holly Hobbieová a přátelé
Holly Hobbieová a přátelé (v anglickém originále Holly Hobbie & Friends) je americký animovaný seriál z dílny Nickelodeonu a American Greetings. V České republice byl pořad vysílán televizní stanicí Minimax.

## Děj
Pořad vypráví o desetileté Holly Hobbieové, která pochází z velkého města (New York). Holly se svou rodinou často navštěvuje svoji tetičku a strýčka v malém venkovském městě zvaném Clover, kde má také své dvě nejlepší kamarádky Amy a Carrie, se kterými má i svůj vlastní dívčí klub „Čau holky“ (Hey Girls). Holly je pra-pra-pravnučka původní Holly Hobbie a podle American Greetings, jež vlastní práva i na původní Holly Hobbie, bylo záměrem vytvořit hlavní postavu seriálu vzhledově stejnou jako původní Holly, avšak s novými a moderními prvky. Úvodní znělku seriálu „Twinkle in Her Eye“ nazpívala country zpěvačka LeAnn Rimes.

## Postavy
| Postava       | Popis | Původní dabing    | Český dabing       |
| ------------- | --- | ----------------- | ------------------ |
| Holly Hobbie  | Hlavní postava, píše si svůj deník, má psa jménem Doodles, je to dobrosrdečná dívka s dlouhými blond vlasy                                          | Alyson Stoner     | Terezie Taberyová  |
| Amy Morris    | Nejlepší kamarádka Holly a Carrie, je to nápaditá, lehkomyslná dívka s krátkými zrzavými vlasy                                                      | Liliana Mumy      | Patricie Soukupová |
| Carrie Baker  | Nejlepší kamarádka Holly a Amy, je to chytrá a odhodlaná dívka s tmavě hnědými vlasy, je nejpřímočařejší a nejsoustředěnější z jejich dívčího klubu | Tinashe Kachingwe | Kristýna Valová    |
| Robby Hobbie  | Mladší 8letý bratr Holly, často se pošťuchuje s Holly                                                                                               | Jansen Panettiere | Jan Rimbala        |
| Kyle Morris   | Mladší bratr Amy, kamarádí se se stejně starým Robbym                                                                                               | Paul Butcher      | Michal Mařík       |
| tetička Jesse | Hollyina teta, která provozuje kavárnu ve Cloveru                                                                                                   | Rusty Schwimmer   | Regina Řandová     |
| Joan Hobbie   | Hollyina matka | Jane Lynch        | Radka Stupková     |
| strýček Dave  | Hollyin strýc | Diedrich Bader    | Marcel Vašinka     |
| Gary Hobbie   | Hollyin otec | Rob Paulsen       | Ludvík Král        |